# إريك واريهيم
إريك واريهيم (بالإنجليزية: Eric Wareheim)‏ هو موسيقي وكاتب سيناريو ومخرج وممثل أمريكي، ولد في 7 أبريل 1976 بفيلادلفيا في الولايات المتحدة.

## أعمال

### مسلسلات
- سيد اللاشيء[4]

## وصلات خارجية
- إريك واريهيم على موقع IMDb (الإنجليزية)
- إريك واريهيم على موقع ألو سيني (الفرنسية)
- إريك واريهيم على موقع أول موفي (الإنجليزية)
- إريك واريهيم على موقع إن إن دي بي (الإنجليزية)
- إريك واريهيم على موقع قاعدة بيانات الفيلم (الإنجليزية)
- إريك واريهيم على موقع كينوبويسك (الروسية)